# Maximilian Nüchterlein
Maximilian Nüchterlein (* 17. Juni 1913 in Fürth; † 9. Oktober 1990 in Nürnberg) war ein deutscher Jurist.

## Leben
Maximilian Nüchterlein besuchte die Volksschule und das Humanistische Gymnasium in seiner Geburtsstadt und legte 1932 sein Abitur ab. Er studierte an der Ludwig-Maximilians-Universität München und an der Friedrich-Alexander-Universität Erlangen von 1932 bis 1935 Rechtswissenschaft als Stipendiat der Stiftung Maximilianeum. Während seines Studiums wurde er Mitglied des AGV München. Er legte 1935 sein erstes Staatsexamen ab und leistete ab 1939 Kriegsdienst. Während des Kriegsdienstes legte er das zweite Staatsexamen 1940 ab. 1946 kehrte er aus der Kriegsgefangenschaft zurück.
1947 trat er als Mitarbeiter in eine Nürnberger Anwaltskanzlei ein. Er wurde 1949 zum Landgerichtsrat (heutige Bezeichnung: Richter am Landgericht) ernannt. 1953 wurde er Oberlandesgerichtsrat am Oberlandesgericht Nürnberg. Ab 1962 leitete er als Senatspräsident einen Senat des Oberlandesgerichtes und wurde 1965 Vizepräsident des Oberlandesgerichtes. Er war von 1970 bis zum 30. April 1978 Präsident des Oberlandesgerichts Nürnberg und von 1977 bis 1978 stellvertretender Präsident des Bayerischen Verfassungsgerichtshofs.
Vom 1. Mai 1978 bis zum 31. Juli 1987 war er Mitglied des Bayerischen Senats.